# Pascal Leclaire
Pascal Leclaire (* 7. listopadu 1982 Repentigny, Québec) je bývalý kanadský hokejový brankář.

## Hráčská kariéra
Juniorskou část kariéry odchytal v lize Quebec Major Junior Hockey League (QMJHL) za klub Halifax Mooseheads, kterého si vybrali z draftu 1998. Za Halifax hrával v letech 1998-2001. Poslední rok odchytal v Montreal Rocket. Jako první brankář byl vybraný v roce 2001 ve vstupním draftu NHL týmem Columbus Blue Jackets celkově z osmého místa. V roce 2002 začínal chytat v seniorské části kariéry, do hlavního kádru Blue Jackets se nevešel proto začínal na jejich farmě v Syracuse Crunch hrající v AHL. První šanci v hlavním kádru Columbusu dostal 20. února 2004, kdy odchytal celý zápas v NHL proti týmu Phoenix Coyotes (ze 31 střel chytil 28 střel). V Syracuse Crunch chytal mezi lety 2002-2006. V závěru roku 2005 dostával více příležitostí na ledě v hlavním kádru Columbusu, byl náhradním brankářem dlouholeté jedničky Marcem Denisem.
Po odchodu Denise byl povýšen na post brankářské jedničky. V průběhu sezony utrpěl zranění nohy, na jeho místo přišel čekatel záložní brankář Fredrik Norrena, který odchytal 55 her z 82. Sezonu 2007/08 odchytal nejlépe ze své kariéry, ale s klubem nepostoupil do playoff. Vytvořil nový klubový rekord Columbusu s devíti vychytaných čistých kont, v NHL skončil v ročníku druhý za Henrikem Lundqvistem a taktéž skončil na druhém místě v průměru obdržených branek za zápas a třetí byl v procentuální úspěšnosti. Mezi hlasování v západní konferenci NHL brankářů skončil na druhém místě, nicméně nebyl nominován do NHL All-Star Game. Za skvělé výkony byl nominován na mistrovství světa 2008. V bráně se střídal s kolegou Camem Wardem z Carolina Hurricanes a s týmem nakonec získali stříbrné medaile. Po mistrovství světa zanedlouho prodloužil kontrakt s Columbusem o následující tři roky, podle nezveřejněných údajů si vydělat 3,8 miliónu dolarů .
25. října 2008 v zápase proti Minnesota Wild si poranil kotník, na jeho místo usedl nováček Steve Mason. Roli nováčka Mason zvládl na výbornou, to vedlo vedení klubu k výměně Leclaireho do Ottawa Senators společně s výběrem 2. kola draftu (touto volbou byl vybrán švédský brankář Robin Lehner) za Antoine Vermette. Za Senators začal chytat od sezony 2009/10 po vyléčení zranění kotníku, dělal brankářskou zálohu za Brianem Elliottem. V průběhu zápasů byl zasažen pukem do lícní kosti, zranění utrpěl na střídačce . Zranění výrazně ovlivnila jeho následující působení v hokejové kariéře, kvůli tomu odchytal v ročníku 2010/11 za Senators pouhých 14 zápasů, jeden zápas odchytal na jejich farmě v Binghamton Senators. V průběhu sezony podstoupil operaci kyčle. Po skončení sezony 2010/11 se nedohodl na prodloužení smlouvy a 1. července 2011 se stal nechráněným hráčem. Celou sezonu 2011/12 neodchytal žádný zápas v NHL, nedokázal se dohodnout se žádným klubem NHL. 12. listopadu 2012 oznámil oficiální konec své kariéry.

## Ocenění a úspěchy
- 2002 MSJ – All-Star Tým

## Prvenství
- Debut v NHL – 20. února 2004 (Columbus Blue Jackets proti Phoenix Coyotes)
- První inkasovaný gól v NHL - 20. února 2004 (Columbus Blue Jackets proti Phoenix Coyotes, americkým útočníkem Jeff Taffe)
- První vychytaná nula v NHL 27. října 2006 (Los Angeles Kings proti Columbus Blue Jackets)

## Statistiky

### Základní části
| Sezona       | Tým                   | Liga         | Z   | V  | P  | R | PpR | MIN  | OG  | ČK | POG  | SNB  | SCHS | %ChS | G | A | TM |
| ------------ | --------------------- | ------------ | --- | -- | -- | - | --- | ---- | --- | -- | ---- | ---- | ---- | ---- | - | - | -- |
| 1998–99      | Halifax Mooseheads    | QMJHL        | 32  | 19 | 11 | 1 | —   | 1828 | 96  | 2  | 3.06 | 821  | —    | 90.1 | 0 | 2 | 2  |
| 1999–00      | Halifax Mooseheads    | QMJHL        | 31  | 16 | 8  | 4 | —   | 1729 | 103 | 1  | 3.57 | 965  | —    | 89.3 | 0 | 1 | 4  |
| 2000–01      | Halifax Mooseheads    | QMJHL        | 33  | 14 | 16 | 5 | —   | 2111 | 126 | 1  | 3.58 | 1153 | —    | 89.1 | 0 | 1 | 0  |
| 2001–02      | Montreal Rocket       | QMJHL        | 45  | 15 | 23 | 4 | —   | 2513 | 138 | 1  | 3.29 | 1312 | 1174 | 89.5 | 0 | 1 | 6  |
| 2002–03      | Syracuse Crunch       | AHL          | 36  | 8  | 21 | 3 | —   | 1886 | 112 | 0  | 3.56 | 1016 | 904  | 89.0 | 0 | 0 | 0  |
| 2003–04      | Syracuse Crunch       | AHL          | 44  | 21 | 16 | 3 | —   | 2447 | 125 | 2  | 3.06 | 1476 | 1351 | 91.5 | 0 | 2 | 0  |
| 2003–04      | Columbus Blue Jackets | NHL          | 2   | 0  | 2  | 0 | —   | 119  | 7   | 0  | 3.53 | 69   | 62   | 89.9 | 0 | 0 | 0  |
| 2004–05      | Syracuse Crunch       | AHL          | 14  | 5  | 6  | 3 | —   | 844  | 33  | 2  | 2.34 | 446  | 413  | 92.6 | 0 | 0 | 0  |
| 2005–06      | Syracuse Crunch       | AHL          | 7   | 3  | 3  | — | 0   | 340  | 16  | 1  | 2.82 | 200  | 184  | 92.0 | 0 | 2 | 0  |
| 2005–06      | Columbus Blue Jackets | NHL          | 33  | 11 | 5  | — | 3   | 1804 | 97  | 0  | 3.23 | 1084 | 987  | 91.1 | 0 | 1 | 2  |
| 2006–07      | Columbus Blue Jackets | NHL          | 24  | 6  | 15 | — | 2   | 1315 | 65  | 1  | 2.97 | 629  | 564  | 89.7 | 0 | 0 | 2  |
| 2007–08      | Columbus Blue Jackets | NHL          | 54  | 24 | 17 | — | 6   | 2986 | 112 | 9  | 2.25 | 1379 | 1267 | 91.9 | 0 | 2 | 2  |
| 2008–09      | Columbus Blue Jackets | NHL          | 12  | 4  | 6  | — | 1   | 674  | 43  | 0  | 3.83 | 324  | 281  | 86.7 | 0 | 1 | 0  |
| 2009–10      | Ottawa Senators       | NHL          | 34  | 12 | 14 | — | 2   | 1745 | 93  | 0  | 3.20 | 822  | 729  | 88.7 | 0 | 0 | 2  |
| 2010–11      | Ottawa Senators       | NHL          | 14  | 4  | 7  | — | 1   | 763  | 36  | 0  | 2.83 | 391  | 355  | 90.8 | 0 | 0 | 0  |
| 2010–11      | Binghamton Senators   | AHL          | 1   | 0  | 0  | — | 1   | 65   | 2   | 0  | 1.85 | 32   | 30   | 93.8 | 0 | 0 | 0  |
| Celkem v NHL | Celkem v NHL          | Celkem v NHL | 173 | 61 | 76 | 0 | 15  | 9406 | 453 | 10 | 2.89 | 4698 | 4245 | 90.4 | 0 | 4 | 8  |

### Playoff
| Sezona       | Tým                | Liga         | Z | V | P | MIN | OG | ČK | POG  | SNB | SCHS | %ChS | G | A | TM |
| ------------ | ------------------ | ------------ | - | - | - | --- | -- | -- | ---- | --- | ---- | ---- | - | - | -- |
| 1998–99      | Halifax Mooseheads | QMJHL        | 1 | 0 | 0 | 17  | 2  | 0  | 7.06 | —   | —    | —    | 0 | 0 | 0  |
| 1999–00      | Halifax Mooseheads | QMJHL        | 5 | 1 | 2 | 198 | 12 | 0  | 3.64 | 106 | 94   | 88.7 | 0 | 0 | 0  |
| 2000–01      | Halifax Mooseheads | QMJHL        | 2 | 0 | 2 | 109 | 10 | 0  | 5.50 | 75  | 65   | 86.7 | 0 | 0 | 0  |
| 2001–02      | Montreal Rocket    | QMJHL        | 7 | 3 | 4 | 441 | 15 | 0  | 2.04 | 219 | 204  | 93.2 | 0 | 0 | 2  |
| 2003–04      | Syracuse Crunch    | AHL          | 3 | 1 | 2 | 142 | 12 | 0  | 5.07 | 88  | 76   | 86.4 | 0 | 0 | 0  |
| 2005–06      | Syracuse Crunch    | AHL          | 5 | 2 | 3 | 288 | 11 | 1  | 2.29 | 181 | 170  | 93.9 | 0 | 0 | 4  |
| 2009–10      | Ottawa Senators    | NHL          | 3 | 1 | 2 | 211 | 10 | 0  | 2.84 | 125 | 115  | 92.0 | 0 | 0 | 0  |
| Celkem v NHL | Celkem v NHL       | Celkem v NHL | 3 | 1 | 2 | 211 | 10 | 0  | 2.84 | 125 | 115  | 92.0 | 0 | 0 | 0  |

### Reprezentace

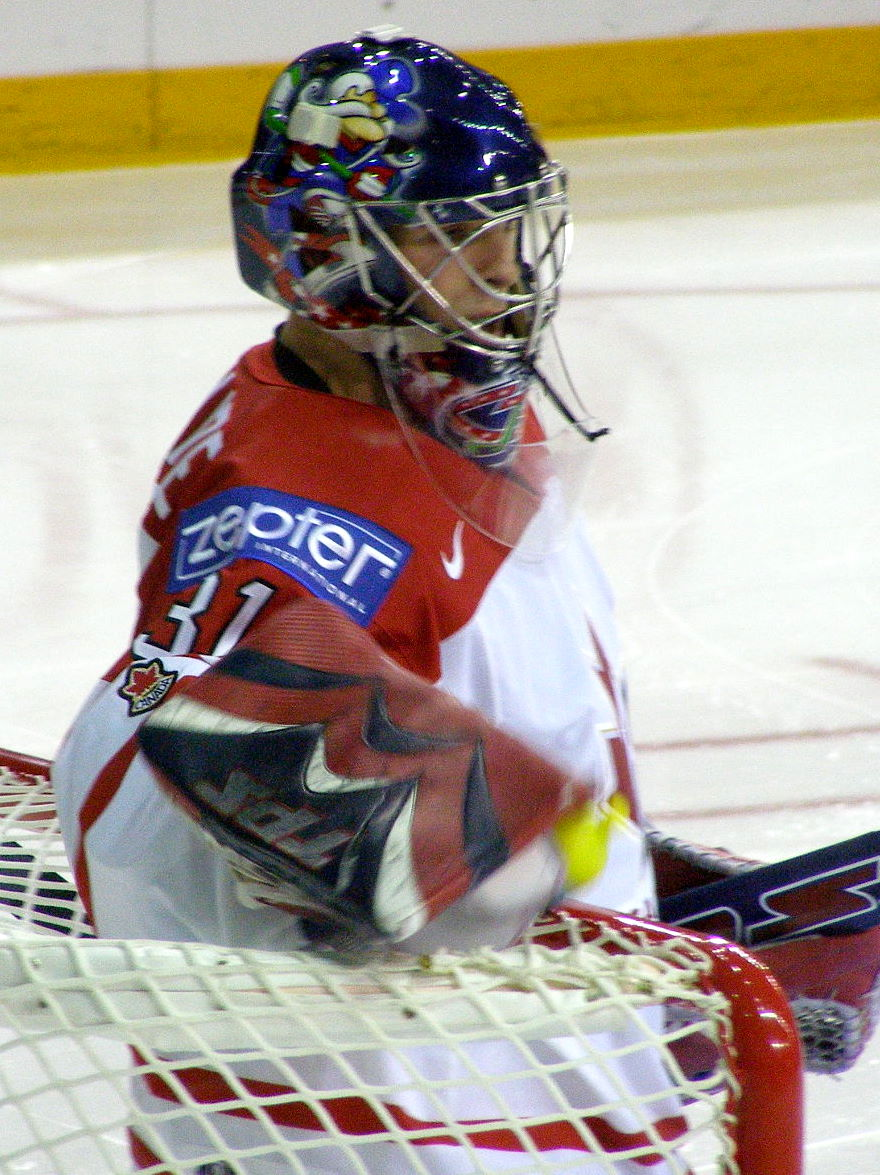
Pascal Leclaire v reprezentačním dresu Kanady, který hrával v mistrovství světa 2008.

| Rok                       | Tým                       | Soutěž                    | Z | V | P | R | MIN | OG | ČK | POG  | %ChS |
| ------------------------- | ------------------------- | ------------------------- | - | - | - | - | --- | -- | -- | ---- | ---- |
| 2002                      | Kanada 20                 | MSJ                       | 5 | ? | ? | ? | 299 | 9  | 2  | 1.80 | 93.7 |
| 2008                      | Kanada                    | MS                        | 4 | 4 | 0 | — | 240 | 8  | 1  | 2.00 | 92.5 |
| Juniorská kariéra celkově | Juniorská kariéra celkově | Juniorská kariéra celkově | 5 | ? | ? | ? | 299 | 9  | 2  | 1.80 | 93.7 |
| Seniorská kariéra celkově | Seniorská kariéra celkově | Seniorská kariéra celkově | 4 | 4 | 0 | — | 240 | 8  | 1  | 2.00 | 92.5 |